# Герб Зимогір'я
Герб Зимогі́р'я — офіційний символ міста Зимогір'я Слов'яносербського району Луганської області. Герб Зимогір'я було затверджено 11 серпня 2003 року рішенням XІ позачергової сесії міської ради XXІ скликання № 134. Автор герба — Л.Гальченко.

## Опис
Щит розділений зліва тонкою червоною перев'яззю, в верхньому блакитному полі церква Святої Трійці з зеленими куполами, в нижньому золотому — чорна емблема вуглевидобувної промисловості (терикон, шестерня, вагонетки).
Церква Св. Трійці — головна історична пам'ятка міста. Гірничі символи вказують на основне підприємство — шахту «Черкаська» (назва шахти походить від колишньої назви міста, яке виникло як військове поселення Черкаський Брід, в якому осіли сербські і хорватські поселенці. Блакитний колір означає небо і багаті водні ресурси навколо міста, золотий — хлібну житницю, червоний — багатонаціональність і рівність всіх жителів.